# Nicaragua en los Juegos Mundiales de Breslavia 2017
Nicaragua fue uno de los 102 países que participó en los Juegos Mundiales de 2017 celebrados en Breslavia, Polonia.
Nicaragua envió únicamente a una atleta a los juegos, la jugadora de Billar Karen García, quien no logró ganar medallas para su país.

## Delegación

### Billar
| Deportista   | Prueba      | Octavos de final | Octavos de final | Cuartos de final | Cuartos de final | Semifinal | Semifinal | Final / Tercer puesto | Final / Tercer puesto | Posición  |
| Deportista   | Prueba      | Oponente         | Resultado        | Oponente         | Resultado        | Oponente  | Resultado | Oponente              | Resultado             | Posición  |
| ------------ | ----------- | ---------------- | ---------------- | ---------------- | ---------------- | --------- | --------- | --------------------- | --------------------- | --------- |
| Femenil      |             |                  |                  |                  |                  |           |           |                       |                       |           |
| Karen García | Pool bola 9 | # Yu Han         | 0:9              | Eliminada        | Eliminada        | Eliminada | Eliminada | Eliminada             | Eliminada             | Eliminada |